# Ladislaus Postumus
Ladislaus Postumus (født 22. februar 1440 i Komárno, død 23. november 1457 i Prag) af huset Habsburg var hertug af Østrig, konge af Bøhmen fra 1440 og konge af Ungarn fra 1444. 
Han blev født efter faderens død. Derfor blev han kaldt Ladislaus Postumus. På tjekkisk var det Ladislav Pohrobek eller Vladislav Postumus. På ungarsk var det Utószülött László. På slovensk og kroatisk var det Ladislav Posmrtni.
Ladislaus blev født i Komárom, som søn af kong Albrecht 2. (Tysk-romerske rige) og Elisabeth af Luxemburg (Hun var datter af kejser Sigismund (1369 – 1437) af Huset Luxemburg).
| Ladislaus PostumusHuset HabsburgFødt: 22. februar 1440 Død: 23. november 1457 |                           |                                  |
| Titler som regent                                                             |                           |                                  |
| Foregående: Albrecht 2.                                                       | Konge af Bøhmen 1440–1457 | Efterfølgende: Georg Podiebrad   |
| Foregående: Vladislav 1.                                                      | Konge af Ungarn 1444–1457 | Efterfølgende: Matthias Corvinus |